# Ово мало душе
„Ово мало душе“ је југословенски телевизијски филм, снимљен 1986. године у режији Адемира Кеновића а сценарио је писао Ранко Божић.

## Радња
Филм је прича о сазревању дечака у забаченом селу послератне Босне. Ту живи удовац са пуно деце и ређају се обични догађаји. Животне ситуације су и смешне и тужне, препуне носталгије за нечим толико блиским, а толико недостижним. Млада маћеха мења односе у породици, јер деца не могу да се помире са новом ситуацијом.
Због мајчине самртничке жеље отац одлучује оженити дечака који је још увијек дијете. Овим чином он нагло одраста у зрелог човјека који се брине за своју породицу, иако жали за својим изгубљеним детињством и првом дјечачком љубављу.

## Улоге
| Глумац              | Улога                  |
| ------------------- | ---------------------- |
| Давор Јањић         | Нихад Халиловић        |
| Бранко Ђурић Ђуро   | Отац Ибрахим Халиловић |
| Бранка Бајић        | Сенада                 |
| Заим Музаферија     | Деда Јусуф             |
| Саша Петровић       | Латиф                  |
| Сњежана Синовчић    | Ханифа, Латифова жена  |
| Боро Стјепановић    | Поштар                 |
| Рамиз Секић         | Сенадин отац           |
| Младен Нелевић      | Лекар                  |
| Божидар Буњевац     |                        |
| Бранка Бајић        |                        |
| Мустафа Ихтијаревић |                        |
| Миленко Иликтаревић |                        |
| Стјепан Марковић    |                        |
| Бранка Арнаутовић   |                        |
| Едо Ливњак          |                        |
| Бранка Ђорем        |                        |
| Амир Башић          |                        |